# Rosenberger (cràter)
Rosenberger és un antic cràter d'impacte situat a la part sud-est de la Lluna. A causa de l'escorç, apareix ovalat quan es veu des de la Terra, efecte que desapareix vist des de les naus en òrbita, que mostren que la vora del cràter és gairebé circular.

Es troba en una regió rica en cràters prominents. El lleugerament més petit Vlacq està gairebé unit a la vora exterior del nord-oest de Rosenberger. Altres cràters propers són Biela a l'est, Hagecius al sud-sud-est, i Nearch al sud-sud-oest. Vlacq està unit pel costat oest al cràter Hommel.

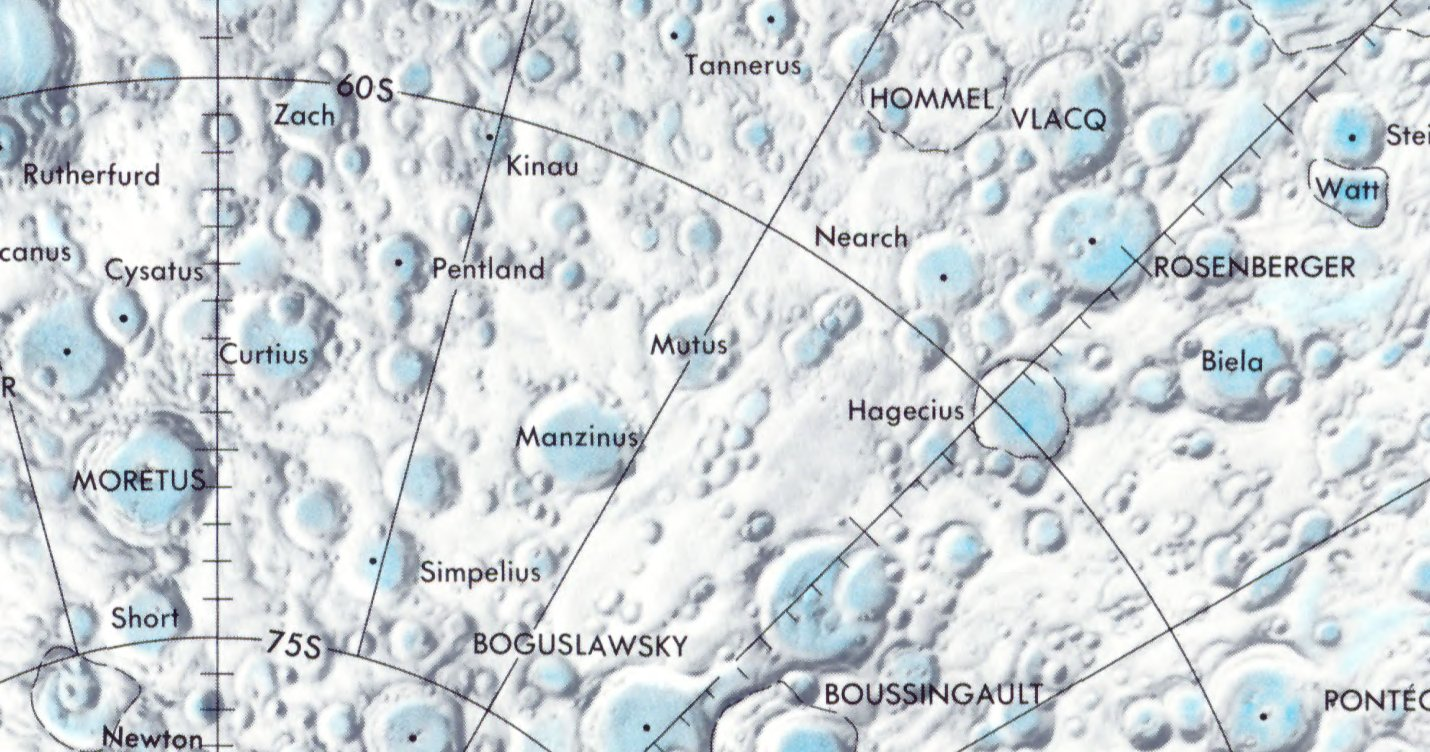
Localització de Rosenberger (superior esquerra de la imatge)
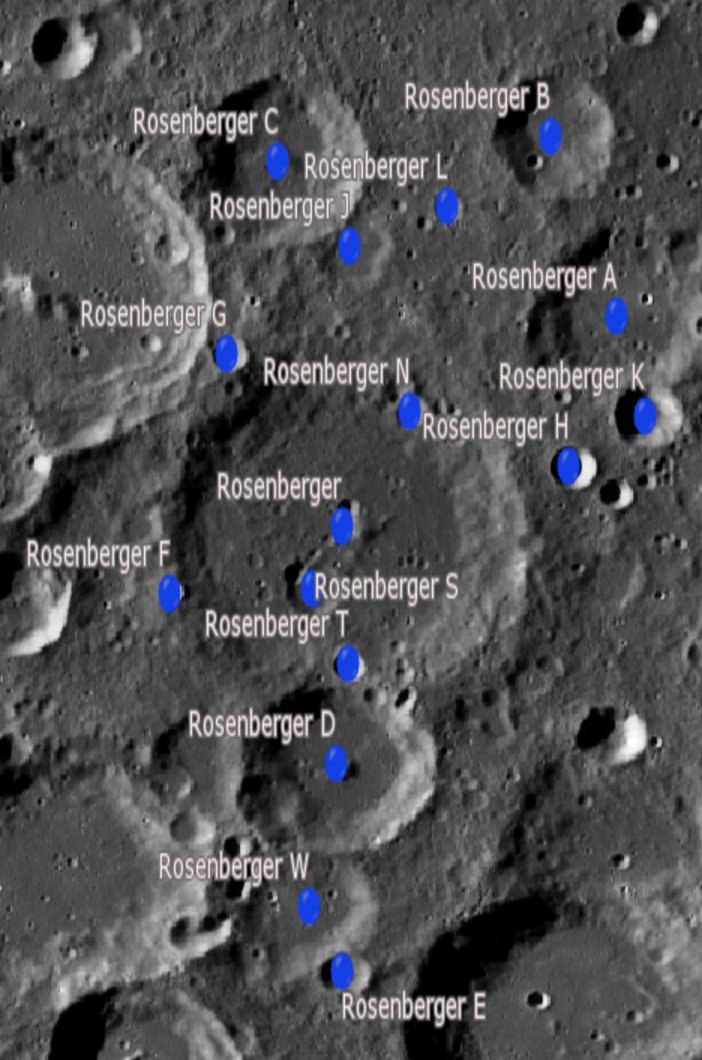
Cràters satèl·lit
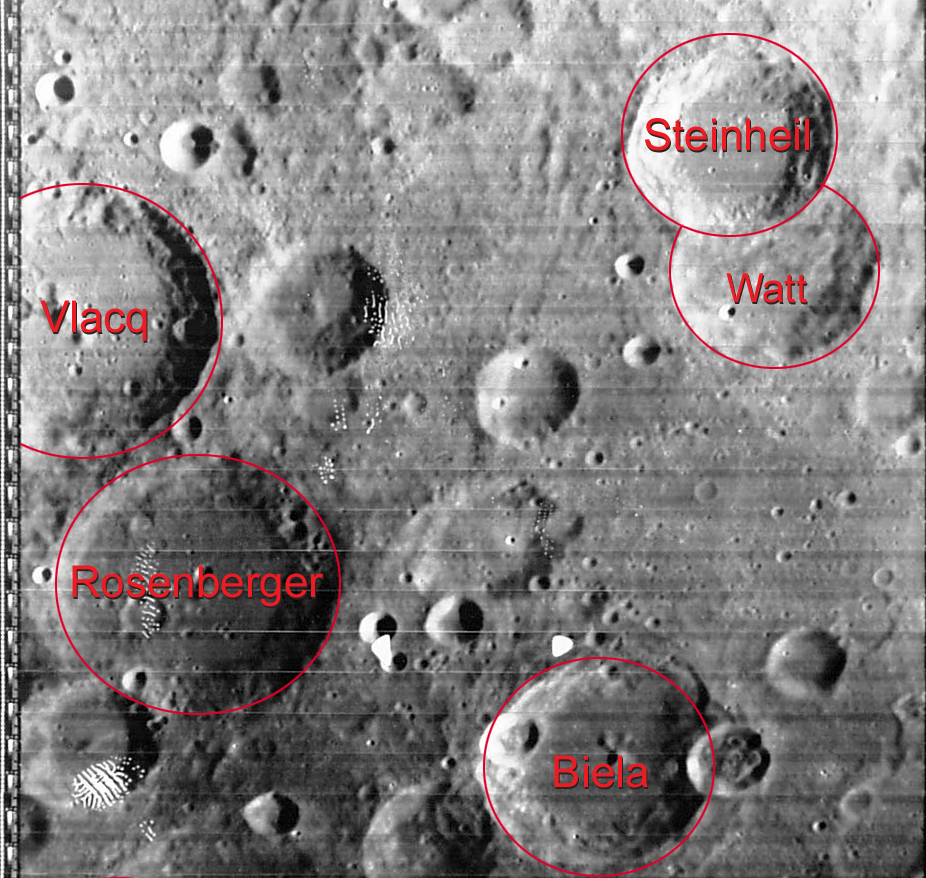
Fotografia del Lunar Orbiter 4

Aquest cràter ha estat fortament erosionat per una història d'impactes, de manera que la vora exterior s'ha tornat arrodonida i una mica difosa. Com a resultat, el cràter posseeix només una pujada superficial als límits de la vora, i forma gairebé una depressió circular a la superfície. El cràter satèl·lit Rosenberger D, que té uns 50 km de diàmetre, envaeix la vora sud de Rosenberger. Nombrosos cràters d'impacte més petits i gastats se superposen a la resta de la vora i la paret interior.
El sòl interior d'aquest cràter forma una superfície relativament plana que està marcada per diversos petits cràters. Al sud-sud-est del punt mitjà apareixen les restes desgastades d'un petit cràter. En el punt mitjà posseeix un pic central baix, unit a un petit cràter al nord.

## Cràters satèl·lit
Per convenció aquests elements són identificats en els mapes lunars posant la lletra en el costat del punt central del cràter que està més proper a Rosenberger.
| Rosenberger | Coordenades                          | Diàmetre |
| ----------- | ------------------------------------ | -------- |
| A           | 53° 30′ S, 47° 00′ E / 53.5°S,47.0°E | 49 km    |
| B           | 51° 42′ S, 46° 06′ E / 51.7°S,46.1°E | 33 km    |
| C           | 52° 06′ S, 42° 06′ E / 52.1°S,42.1°E | 47 km    |
| D           | 57° 30′ S, 42° 54′ E / 57.5°S,42.9°E | 50 km    |
| E           | 59° 18′ S, 43° 12′ E / 59.3°S,43.2°E | 11 km    |
| F           | 56° 00′ S, 40° 36′ E / 56.0°S,40.6°E | 6 km     |
| G           | 53° 54′ S, 41° 24′ E / 53.9°S,41.4°E | 9 km     |
| H           | 55° 00′ S, 46° 30′ E / 55.0°S,46.5°E | 12 km    |
| J           | 52° 54′ S, 43° 18′ E / 52.9°S,43.3°E | 22 km    |
| K           | 54° 30′ S, 47° 42′ E / 54.5°S,47.7°E | 18 km    |
| L           | 52° 36′ S, 44° 36′ E / 52.6°S,44.6°E | 9 km     |
| N           | 54° 18′ S, 44° 06′ E / 54.3°S,44.1°E | 8 km     |
| S           | 55° 48′ S, 42° 36′ E / 55.8°S,42.6°E | 14 km    |
| T           | 56° 30′ S, 43° 06′ E / 56.5°S,43.1°E | 8 km     |
| W           | 58° 42′ S, 42° 24′ E / 58.7°S,42.4°E | 32 km    |